# Hey Sensei, Don’t You Know?
Hey Sensei, Don’t You Know? (jap. ねぇ先生、知らないの Nee Sensei, Shiranai no?) ist eine Mangaserie von Mangaka Aya Asano. Sie erschien in Japan von 2018 bis 2022, im Jahr 2019 startete eine Adaption als Dorama im japanischen Fernsehen. Die Liebesgeschichte über eine viel arbeitende junge Mangaka und einen Friseur wurde auch ins Deutsche übersetzt.

## Inhalt
Die Mangaka Hana Ao ist mit ihren romantischen Geschichten sehr erfolgreich und wird von ihren Fans bewundert. Doch während sie ihre Leser mit Liebesgeschichten erfreut, hat sie selbst kein Liebesleben. Noch nichtmal einen Geliebten hatte sie und bei all der Arbeit vernachlässigt sie ihren Körper und ihr Äußeres. Da beschließt sie eines Tages, ihren Look zu verändern. Im Friseursalon trifft sie auf den jungen, charmanten Stylisten Riichi Kido, der sich kurzfristig um sie kümmern kann. Beide verlieben sich sogleich ineinander. Riichi meint sogar, dass er Frauen mag, die intensiv arbeiten. Doch erstmals eine Beziehung zu führen, ist durch Hanas viele Arbeit eine besondere Herausforderung, auch wenn ihr Geliebter sich nicht daran zu stören scheint, dass immer wieder die Arbeit vorgeht. Hana wiederum wächst an der Beziehung und profitiert davon auch beim Schreiben ihrer Geschichten.

## Veröffentlichungen
Der Manga erschien in Japan zunächst ab November 2018 im Online-Magazin Premier Cheese! Ab November 2020 wechselte die Serie dann ins Magazin Cheese!, wo sie im Oktober 2022 abgeschlossen wurde. Der Verlag Shogakukan brachte die Kapitel danach auch gesammelt in zehn Bänden heraus. Eine deutsche Übersetzung wurde von Dezember 2022 bis März 2025 vollständig bei Tokyopop veröffentlicht. Die Übersetzerin ist Hana Rude.
Bei MBS und SPO entstand eine sechsteilige Fernsehserie zum Manga. Regie führten Keijiro Tsubakimoto und Tatsuya Aoki, die Drehbücher schrieb Yūko Shimoda. Produzent war Yuna Kamiura und für die Kameraführung war Shohei Nomura verantwortlich. Die Hauptrollen übernahmen Fumika Baba als Hana Aoi und Eiji Akaso als Riichi Kido. Das Dorama wurde ab dem 6. Dezember 2019 von MBS in Japan ausgestrahlt.